# John Fitzgerald (Tennisspieler)
John Basil Fitzgerald OAM (* 28. Dezember 1960 in Cummins) ist ein ehemaliger australischer Tennisspieler.

## Karriere
Fitzgerald wuchs auf einer Farm in Cockaleechie in South Australia auf. Erst im Alter von 15 Jahren nahm er an den nationalen Meisterschaften teil. Er gewann insgesamt sechs Einzeltitel auf der ATP World Tour, wobei er seine größten Erfolge im Doppel und im Mixed feierte. Sein häufigster Doppelpartner war Anders Järryd, mit dem er vier seiner insgesamt sieben Grand-Slam-Titel im Doppel gewann.
Fitzgerald bestritt zwischen 1982 und 1992 19 Einzel- und 14 Doppelpartien für die australische Davis-Cup-Mannschaft. Mit dem Team gelangen ihm zwei Siege: 1983 schlug Australien Schweden mit 3:2, Fitzgerald gewann dabei sein Einzel gegen Joakim Nyström und unterlag Mats Wilander. 1986 heiß der Gegner erneut Schweden, wieder gewann Australien mit 3:2; diesmal trat Fitzgerald nur im Doppel an, an der Seite von Mark Edmondson bezwang er Stefan Edberg und Anders Järryd. 1990 kam er noch einmal in einem Davis-Cup-Finale zum Einsatz, bei der 2:3-Niederlage gegen die Vereinigten Staaten unterlag er an der Seite von Pat Cash Rick Leach und Jim Pugh. Bei den Olympischen Spielen 1988 und 1992 trat er für Australien an. 1988 in Seoul startete er im Einzel und im Doppel; er unterlag bereits in der ersten Runde dem Kanadier Grant Connell, zusammen mit Darren Cahill erreichte er die zweite Runde, in der sie den Neuseeländern Kelly Evernden und Bruce Derlin unterlagen. 1992 trat er an der Seite von Todd Woodbridge an, sie scheiterten jedoch in der zweiten Runde an die für Indien spielenden Ramesh Krishnan und Leander Paes.

## Erfolge
| Legende (Siege in Klammern)   |
| Grand Slam (9)                |
| Tennis Masters Cup (1)        |
| ATP Masters Series (2)        |
| ATP International Series Gold |
| ATP International Series (26) |
| ATP Challenger Tour           |

### Einzel

#### Turniersiege

##### ATP Tour
| Nr. | Datum             | Turnier    | Belag     | Finalgegner        | Ergebnis      |
| --- | ----------------- | ---------- | --------- | ------------------ | ------------- |
| 1.  | 19. Juli 1981     | Kitzbühel  | Sand      | Guillermo Vilas    | 3:6, 6:3, 7:5 |
| 2.  | 3. Oktober 1982   | Maui       | Hartplatz | Brian Teacher      | 6:2, 6:3      |
| 3.  | 10. Juli 1983     | Newport    | Rassen    | Scott Davis        | 2:6, 6:1, 6:3 |
| 4.  | 21. August 1983   | Stowe      | Hartplatz | Vijay Amritraj     | 3:6, 6:2, 7:6 |
| 5.  | 16. Dezember 1984 | Sydney (1) | Rasen     | Sammy Giammalva    | 6:3, 6:3      |
| 6.  | 10. Januar 1988   | Sydney (2) | Rasen     | Andrei Tschesnokow | 6:3, 6:4      |

##### Challenger Tour
| Nr. | Datum           | Turnier | Belag | Finalgegner    | Ergebnis |
| --- | --------------- | ------- | ----- | -------------- | -------- |
| 1.  | 18. Januar 1981 | Perth   | Rasen | Syd Ball       | 6:2, 6:2 |
| 2.  | 26. April 1981  | Tokio   | Sand  | Roland Stadler | 6:2, 6:3 |
| 3.  | 14. Juli 1991   | Bristol | Rasen | Peter Nyborg   | 6:3, 7:5 |

#### Finalteilnahmen
| Nr. | Datum             | Turnier      | Belag       | Finalgegner     | Ergebnis                |
| --- | ----------------- | ------------ | ----------- | --------------- | ----------------------- |
| 1.  | 19. Dezember 1982 | Sydney       | Rasen       | John Alexander  | 6:4, 6:7, 4:6           |
| 2.  | 1. Januar 1985    | Melbourne    | Rasen       | Dan Cassidy     | 6:7, 6:7                |
| 3.  | 1. November 1987  | Hongkong     | Rasen       | Eliot Teltscher | 7:6, 6:3, 1:6, 2:6, 5:7 |
| 4.  | 28. Februar 1988  | Philadelphia | Teppich (i) | Tim Mayotte     | 6:4, 2:6, 2:6, 3:6      |
| 5.  | 23. Oktober 1988  | Tokio Indoor | Teppich (i) | Boris Becker    | 6:7, 4:6                |

### Doppel

#### Turniersiege

##### ATP Tour
| Nr. | Datum             | Turnier         | Belag         | Partner        | Finalgegner                        | Ergebnis                  |
| --- | ----------------- | --------------- | ------------- | -------------- | ---------------------------------- | ------------------------- |
| 1.  | 26. Juli 1981     | Båstad          | Sand          | Mark Edmondson | Anders Järryd Hans Simonsson       | 2:6, 7:5, 6:0             |
| 2.  | 21. März 1982     | Straßburg       | Teppich (i)   | Wojciech Fibak | Sandy Mayer Frew McMillan          | 6:4, 6:3                  |
| 3.  | 12. Dezember 1982 | Australian Open | Rasen         | John Alexander | Andy Andrews John Sadri            | 6:7, 6:2, 7:6             |
| 4.  | 19. Dezember 1982 | Sydney Outdoor  | Rasen         | John Alexander | Cliff Letcher Craig A. Miller      | 6:4, 7:6                  |
| 5.  | 19. Juni 1983     | Bristol         | Rasen         | John Alexander | Tom Gullikson Johan Kriek          | 7:5, 6:4                  |
| 6.  | 10. Juli 1983     | Newport         | Rasen         | Vijay Amritraj | Tim Gullikson Tom Gullikson        | 6:3, 6:4                  |
| 7.  | 9. September 1984 | US Open         | Hartplatz     | Tomáš Šmíd     | Stefan Edberg Anders Järryd        | 7:6, 6:3, 6:3             |
| 8.  | 13. Januar 1985   | Auckland        | Hartplatz     | Chris Lewis    | Broderick Dyke Wally Masur         | 7:6, 6:2                  |
| 9.  | 5. Mai 1985       | Las Vegas       | Hartplatz     | Pat Cash       | Paul Annacone Christo van Rensburg | 7:6, 6:7, 7:6             |
| 10. | 20. Oktober 1985  | Sydney          | Hartplatz     | Anders Järryd  | Mark Edmondson Kim Warwick         | 6:3, 6:2                  |
| 11. | 8. Juni 1986      | French Open     | Sand          | Tomáš Šmíd     | Stefan Edberg Anders Järryd        | 6:3, 4:6, 6:3, 6:7, 14:12 |
| 12. | 19. Oktober 1986  | Sydney Indoor   | Hartplatz (i) | Boris Becker   | Peter McNamara Paul McNamee        | 6:4, 7:6                  |
| 13. | 27. März 1988     | Key Biscayne    | Hartplatz     | Anders Järryd  | Ken Flach Robert Seguso            | 7:6, 6:1, 7:5             |
| 14. | 17. April 1988    | Tokio           | Hartplatz     | Johan Kriek    | Steve Denton David Pate            | 6:4, 6:4                  |
| 15. | 16. Oktober 1988  | Sydney Indoor   | Hartplatz (i) | Darren Cahill  | Marty Davis Brad Drewett           | 6:3, 6:2                  |
| 16. | 30. Oktober 1988  | Paris           | Teppich (i)   | Paul Annacone  | Jim Grabb Christo van Rensburg     | 6:2, 6:2                  |
| 17. | 9. Juli 1989      | Wimbledon       | Rasen         | Anders Järryd  | Rick Leach Jim Pugh                | 3:6, 7:6, 6:4, 7:6        |
| 18. | 5. November 1989  | Paris           | Teppich (i)   | Anders Järryd  | Jakob Hlasek Éric Winogradsky      | 7:6, 6:4                  |
| 19. | 9. Juni 1991      | French Open     | Sand          | Anders Järryd  | Rick Leach Jim Pugh                | 6:0, 7:6                  |
| 20. | 7. Juli 1991      | Wimbledon       | Rasen         | Anders Järryd  | Javier Frana Leonardo Lavalle      | 6:3, 6:4, 6:7, 6:1        |
| 21. | 8. September 1991 | US Open         | Hartplatz     | Anders Järryd  | Scott Davis David Pate             | 6:3, 3:6, 6:3, 6:3        |
| 22. | 27. Oktober 1991  | Stockholm       | Teppich (i)   | Anders Järryd  | Tom Nijssen Cyril Suk              | 7:5, 6:3                  |
| 23. | 3. November 1991  | Paris           | Teppich (i)   | Anders Järryd  | Kelly Jones Rick Leach             | 7:6, 6:4                  |
| 24. | 17. November 1991 | Johannesburg    | Hartplatz     | Anders Järryd  | Ken Flach Robert Seguso            | 6:4, 6:4, 2:6, 6:4        |
| 25. | 14. Juni 1992     | Queen’s Club    | Rasen         | Anders Järryd  | Tim Gullikson Tom Gullikson        | 7:6, 2:6, 16:14           |
| 26. | 25. Oktober 1992  | Taipeh          | Teppich (i)   | Sandon Stolle  | Patrick Baur Christo van Rensburg  | 7:6, 6:2                  |
| 27. | 15. November 1992 | Antwerpen       | Teppich (i)   | Anders Järryd  | Patrick McEnroe Jared Palmer       | 6:2, 6:2                  |
| 28. | 7. Februar 1993   | Dubai           | Hartplatz     | Anders Järryd  | Grant Connell Patrick Galbraith    | 6:2, 6:1                  |
| 29. | 22. Mai 1994      | Bologna         | Sand          | Patrick Rafter | Vojtěch Flégl Andrew Florent       | 6:3, 6:3                  |
| 30. | 7. August 1994    | Los Angeles     | Hartplatz     | Mark Woodforde | Scott Davis Brian MacPhie          | 4:6, 6:2, 6:0             |

##### Challenger Tour
| Nr. | Datum           | Turnier | Belag | Partner       | Finalgegner                 | Ergebnis |
| --- | --------------- | ------- | ----- | ------------- | --------------------------- | -------- |
| 1.  | 6. Juli 1980    | Lugo    | Sand  | Cliff Letcher | Ricardo Cano Carlos Kirmayr | 6:1, 6:3 |
| 2.  | 26. April 1981  | Tokio   | Sand  | Wayne Pascoe  | Cliff Letcher Warren Maher  | 6:1, 7:6 |
| 3.  | 17. Januar 1982 | Perth   | Rasen | Syd Ball      | Brett Edwards Cliff Letcher | 6:3, 6:3 |

#### Finalteilnahmen
| Nr. | Datum              | Turnier                         | Belag         | Partner          | Finalgegner                       | Ergebnis                |
| --- | ------------------ | ------------------------------- | ------------- | ---------------- | --------------------------------- | ----------------------- |
| 1.  | 10. Mai 1981       | Forest Hills                    | Sand          | Andy Kohlberg    | Peter Fleming John McEnroe        | 4:6, 4:6                |
| 2.  | 4. April 1982      | Zürich                          | Teppich (i)   | Wojciech Fibak   | Sammy Giammalva Tom Gullikson     | 4:6, 2:6                |
| 3.  | 23. Mai 1982       | Rom                             | Sand          | Wojciech Fibak   | Heinz Günthardt Balázs Taróczy    | 4:6, 6:4, 3:6           |
| 4.  | 7. August 1983     | Columbus                        | Hartplatz     | Vijay Amritraj   | Scott Davis Brian Teacher         | 1:6, 6:4, 6:7           |
| 5.  | 30. Oktober 1983   | Tokio Indoor                    | Teppich (i)   | Steve Denton     | Mark Edmondson Sherwood Stewart   | 1:6, 4:6                |
| 6.  | 24. Juni 1984      | Bristol                         | Rasen         | John Alexander   | Larry Stefanki Robert Van’t Hof   | 4:6, 7:5, 7:9           |
| 7.  | 19. August 1984    | Toronto                         | Hartplatz     | Kim Warwick      | Peter Fleming John McEnroe        | 4:6, 2:6                |
| 8.  | 16. Juni 1985      | Queen’s Club                    | Rasen         | Pat Cash         | Ken Flach Robert Seguso           | 6:3, 3:6, 14:16         |
| 9.  | 7. Juli 1985       | Wimbledon (1)                   | Rasen         | Pat Cash         | Heinz Günthardt Balázs Taróczy    | 4:6, 3:6, 6:4, 3:6      |
| 10. | 23. März 1986      | Brüssel (1)                     | Teppich (i)   | Tomáš Šmíd       | Boris Becker Slobodan Živojinović | 6:7, 5:7                |
| 11. | 4. Mai 1986        | Indianapolis                    | Sand          | Sherwood Stewart | Hans Gildemeister Andrés Gómez    | 4:6, 3:6                |
| 12. | 23. August 1987    | Cincinnati                      | Hartplatz     | Steve Denton     | Ken Flach Robert Seguso           | 5:7, 3:6                |
| 13. | 5. Juni 1988       | French Open                     | Sand          | Anders Järryd    | Andrés Gómez Emilio Sánchez       | 3:6, 7:6, 4:6, 3:6      |
| 14. | 3. Juli 1988       | Wimbledon (2)                   | Rasen         | Anders Järryd    | Ken Flach Robert Seguso           | 4:6, 6:2, 4:6, 6:7      |
| 15. | 6. November 1988   | Stockholm                       | Hartplatz (i) | Paul Annacone    | Kevin Curren Jim Grabb            | 5:7, 4:6                |
| 16. | 27. November 1988  | Brüssel (2)                     | Teppich (i)   | Tomáš Šmíd       | Wally Masur Tom Nijssen           | 5:7, 6:7                |
| 17. | 24. September 1989 | Los Angeles                     | Hartplatz     | Anders Järryd    | Martin Davis Tim Pawsat           | 5:7, 6:7                |
| 18. | 3. Dezember 1989   | Masters                         | Teppich (i)   | Anders Järryd    | Jim Grabb Patrick McEnroe         | 5:7, 6:7, 7:5, 3:6      |
| 19. | 28. Oktober 1990   | Stockholm                       | Teppich (i)   | Anders Järryd    | Guy Forget Jakob Hlasek           | 4:6, 2:6                |
| 20. | 11. November 1990  | Moskau                          | Teppich (i)   | Anders Järryd    | Hendrik Jan Davids Paul Haarhuis  | 4:6, 6:7                |
| 21. | 24. Februar 1991   | Memphis                         | Hartplatz (i) | Laurie Warder    | Michael Stich Udo Riglewski       | 5:7, 3:6                |
| 22. | 14. April 1991     | Tokio (1)                       | Hartplatz     | Anders Järryd    | Stefan Edberg Todd Woodbridge     | 4:6, 7:5, 4:6           |
| 23. | 29. September 1991 | Brisbane                        | Hartplatz     | Glenn Michibata  | Mark Woodforde Todd Woodbridge    | 6:7, 3:6                |
| 24. | 23. Februar 1992   | Stuttgart Masters               | Teppich (i)   | Anders Järryd    | Tom Nijssen Cyril Suk             | 3:6, 7:6, 3:6           |
| 25. | 12. April 1992     | Tokio (2)                       | Hartplatz     | Anders Järryd    | Kelly Jones Rick Leach            | 6:0, 5:7, 3:6           |
| 26. | 22. November 1992  | ATP World Doubles Challenge Cup | Teppich (i)   | Anders Järryd    | Todd Woodbridge Mark Woodforde    | 2:6, 6:7, 7:5, 6:3, 3:6 |
| 27. | 10. Januar 1993    | Adelaide                        | Hartplatz     | Laurie Warder    | Todd Woodbridge Mark Woodforde    | 4:6, 5:7                |
| 28. | 31. Januar 1993    | Australian Open                 | Hartplatz     | Anders Järryd    | Danie Visser Laurie Warder        | 4:6, 3:6, 4:6           |
| 29. | 6. Februar 1994    | Dubai                           | Hartplatz     | Darren Cahill    | Todd Woodbridge Mark Woodforde    | 7:6, 4:6, 2:6           |
| 30. | 16. April 1995     | Tokio (3)                       | Hartplatz     | Anders Järryd    | Mark Knowles Jonathan Stark       | 3:6, 6:3, 6:7           |
| 31. | 23. April 1995     | Hongkong                        | Hartplatz     | Anders Järryd    | Tommy Ho Mark Philippoussis       | 1:6, 7:6, 6:7           |

### Mixed

#### Turniersiege
| Nr. | Datum              | Turnier   | Belag     | Partnerin        | Finalgegner                 | Ergebnis      |
| --- | ------------------ | --------- | --------- | ---------------- | --------------------------- | ------------- |
| 1.  | 11. September 1983 | US Open   | Hartplatz | Elizabeth Sayers | Ferdi Taygan Barbara Potter | 3:6, 6:3, 6:4 |
| 2.  | 7. Juli 1991       | Wimbledon | Rasen     | Elizabeth Smylie | Jim Pugh Natallja Swerawa   | 7:6, 6:2      |

#### Finalteilnahmen
| Nr. | Datum             | Turnier   | Belag     | Partnerin        | Finalgegner                         | Ergebnis      |
| --- | ----------------- | --------- | --------- | ---------------- | ----------------------------------- | ------------- |
| 1.  | 9. September 1984 | US Open   | Hartplatz | Elizabeth Sayers | Tom Gullikson Manuela Maleewa       | 6:2, 5:7, 4:6 |
| 2.  | 7. Juli 1985      | Wimbledon | Rasen     | Elizabeth Smylie | Paul McNamee Martina Navratilova    | 3:6, 4:6      |
| 3.  | 8. September 1985 | US Open   | Hartplatz | Elizabeth Smylie | Heinz Günthardt Martina Navratilova | 3:6, 4:6      |
| 4.  | 8. Juli 1990      | Wimbledon | Rasen     | Elizabeth Smylie | Rick Leach Zina Garrison            | 5:7, 2:6      |